# Siobhan Dowd
Siobhan Dowd [ʃəˈvɔːn] (* 4. Februar 1960 in London; † 21. August 2007 in Oxford) war eine irisch-britische Schriftstellerin.

## Leben und Werk
Siobhan Dowd ging in London auf eine katholische Schule und studierte in Oxford, wo sie mit ihrem Mann Geoff bis zu ihrem Tod lebte. Sie arbeitete als Redakteurin bei PEN International und als freischaffende Autorin. 2006 veröffentlichte sie ihren viel gelobten Debütroman Ein reiner Schrei (A Swift Pure Cry). Nach drei Jahren Krankheit starb Dowd im August 2007 mit 47 Jahren an Brustkrebs.
2011 verarbeitete Patrick Ness mit dem Roman Sieben Minuten nach Mitternacht eine unvollendete Romanidee Dowds. Beide hatten sich nie getroffen, verfügten jedoch über den gleichen Herausgeber. Das Buch über einen Jungen, der mit der Krebserkrankung seiner Mutter konfrontiert wird, wurde 2012 mit der Carnegie Medal ausgezeichnet.

## Werke
- A Swift Pure Cry (2006); dt. Ein reiner Schrei (2007), ISBN 978-3-551-58158-7
  - Branford Boase Award 2007
  - Eilís Dillon Award 2007
  - Shortlist Carnegie Medal 2007
  - Shortlist zum Booktrust Teenage Prize 2006
  - Longlist zum Guardian Award 2006
  - Auswahlliste Deutscher Jugendliteraturpreis 2007
- The London Eye Mystery (2007); dt. Der Junge, der sich in Luft auflöste (2009), ISBN 978-3-551-58188-4
  - Bisto Book of the Year Award 2008, postum
- Bog Child (2008); dt. Anfang und Ende allen Kummers ist dieser Ort (2009), ISBN 978-3-551-58208-9
  - Shortlist Guardian Award 2008
  - Carnegie Medal 2009
- Solace of the Road; dt. Auf der anderen Seite des Meeres (2011), ISBN 978-3-551-58189-1  – zu Lebzeiten unveröffentlicht
- Sieben Minuten nach Mitternacht (2011), Patrick Ness hat das Romanfragment von Siobhan Dowd ergänzt.